# 17496 Августин
17496 Августи́н (17496 Augustinus) — астероїд головного поясу, відкритий 29 лютого 1992 року.

### Характеристики
- Діаметр: Його приблизний діаметр становить близько 2,3 км.
- Абсолютна зоряна величина: 15,6. Це показник, що допомагає оцінити його розмір, не враховуючи відстань від Землі.
- Тіссеранів параметр щодо Юпітера — 3,551. Цей параметр використовується для класифікації орбіт комет і астероїдів, допомагаючи визначити, чи належить об'єкт до сімейства Юпітера.